# Игрежа-Нова (Барселуш)
Игрежа-Нова (порт. Igreja Nova) — район (фрегезия) в Португалии, входит в округ Брага. Является составной частью муниципалитета Барселуш. Находится в составе крупной городской агломерации Большое Минью. По старому административному делению входил в провинцию Минью. Входит в экономико-статистический субрегион Каваду, который входит в Северный регион. Население составляет 445 человек на 2001 год. Занимает площадь 1,90 км².